# Редландс (Калифорнија)
Редландс (енгл. Redlands) град је у америчкој савезној држави Калифорнија. По попису становништва из 2010. у њему је живело 68.747 становника.

## Демографија
Према попису становништва из 2010. у граду је живело 68.747 становника, што је 5.156 (8,1%) становника више него 2000. године.
| Група             | 2000.          | 2010.          |
| Белци             | 40.265 (63,3%) | 37.103 (54,0%) |
| Афроамериканци    | 2.739 (4,3%)   | 3.564 (5,2%)   |
| Азијати           | 3.257 (5,1%)   | 5.216 (7,6%)   |
| Хиспаноамериканци | 15.304 (24,1%) | 20.810 (30,3%) |
| Укупно            | 63.591         | 68.747         |